# 橘右京
橘右京（たちばな うきょう）は、SNK（SNKプレイモア）の対戦型格闘ゲーム『サムライスピリッツ』シリーズに登場する架空の人物。

## キャラクター概要
居合の達人。没落した士族の末裔であり、病弱であった母親を早くに亡くしている。幼い頃から母親と同じく病弱な体質であり、立派な侍となることを望む母親の遺言を受けて修練に励んだことで一旦は克服したものの、剣術家としての大成が見えたのも束の間肺の病（肺結核）に冒され、現在は余命いくばくもない。そのために勝利ポーズなどで咳き込んだり喀血している。ほぼシリーズ全作品に登場しているが、プレイステーション作品である『サムライスピリッツ新章 〜剣客異聞録 甦りし蒼紅の刃〜』のみ未登場。
シリーズ当初は覇王丸のライバル的キャラクターとして、「陽」の覇王丸に対し「陰」の存在として右京が考案された。佐々木小次郎が右京のモデルの元になっている。
しかしストーリー上は覇王丸との接点は少ない。右京が「究極の花」について尋ねた学者が覇王丸の尊敬する人物と同一であることと、『アスラ斬魔伝』の右京のエンディングで覇王丸が右京に頼まれて「咲」という女性に花を届けたことぐらいである。『サムライスピリッツ 天草降臨』（以下『天草降臨』）では設定されたライバルキャラクターは覇王丸ではなく千両狂死郎であった。しかも同作の覇王丸のエンディングでは、右京は覇王丸にあっさりと倒される描写がある。
病が発覚して失意の底にあった際、領主の娘・小田桐圭との出会いに救いを感じ、身分違いの叶わぬ恋と知りながら思いを寄せていたが、『侍魂』で彼女の結婚を機に身を引く。初期の作品では彼女に「究極の花」を捧げるためにそれを探していた。初代『SAMURAI SPIRITS』（以下『初代』）では圭に花を届けているが、これは『真SAMURAI SPIRITS 覇王丸地獄変』（以下『真』）でカトレアだったことが判明した。
『真』では「究極の花」を探すために魔界まで赴き羅将神ミヅキを討ち果たすが、花を探す猶予を得られないまま魔界が閉じてしまう。右京は自らの命を削り、小田桐圭を模した氷の彫刻を作った。その際の削り屑が「雪の花」となり、毎年ある日になると空から「雪の花」が小田桐圭のいるところに降って来る、という終わり方になっている。
番外編的な作品である『サムライスピリッツ 天下一剣客伝』（以下『天下一剣客伝』）では小田桐圭と結ばれた。逆に同じく番外編的な作品である『真説サムライスピリッツ 武士道烈伝』（以下『武士道烈伝』）では京都にて圭から「一緒にいてほしい」と言われるが、羅将神ミヅキとの戦いに赴くためにそれを拒否している。
『侍魂』では、小田桐圭は別の人物と結婚してしまう。空虚な日々を過ごしていたある日、小田桐圭の胎内の子供が壊帝ユガに誘拐されたことを知る。右京は病魔に冒されながらも圭の子供を助ける為に戦う。エンディングでは無事助け出される。
『アスラ斬魔伝』では、自身の死期が近いことを悟りながらも、自身と同じく余命幾ばくもない「咲」という娘に出会う。エンディングでは彼女を助けるために『究極の華』を見つけ出し、手にした華を咲に渡しに行く道中で倒れる。華を煎じて飲んだ咲は意識を取り戻し、咲の傍らにいた覇王丸が「男(右京)からその華を預かった」と告げる。覇王丸は右京の血で染まった風車を彼女に手渡し、「それは右京が命に変えた『華』のようなものだった」という文章で締め括られている。

### キャラクターデザイン
頭髪の色はデフォルトカラーでは青で、基本的に背中まで伸びた長い髪を結わずに下ろしているが、『SAMURAI SPIRITS 〜侍魂〜』(以下『侍魂』)及び『SAMURAI SPIRITS2 〜アスラ斬魔伝〜』（以下『アスラ斬魔伝』）では毛先の部分、『SAMURAI SPIRITS(2019)』ではうなじの部分でそれぞれ布を使い括っている。
着物に行灯袴を着用しているが、着物の襟元が緩んでおり病によって痩せた胸元が覗いている。衣装は『初代』から同一の白い着物と青い袴（いずれもデフォルトカラー）を着ており、これまでほぼ変化がない。

### キャラクター補足
大抵は小田桐圭のために戦う彼だが、『サムライスピリッツ 斬紅郎無双剣』（以下『斬紅郎無双剣』）では師匠や同門の人間の仇を討つため、『サムライスピリッツ零』（以下『零』）では友（同門にして師匠の実子である黒河内夢路）を止めるために戦っており、情に篤い一面を持っている。『武士道烈伝』では柳生十兵衛がミヅキの手下である阿号に殺された際に怒りをあらわにしている。
リンゴを持っており、一部の技を繰り出す際に取り出して使う。『武士道烈伝』の「妖花慟哭之章」では重要アイテムである「黄金のリンゴ」を手に入れた時に反応を示していた。
テレビアニメ『サムライスピリッツ 破天降魔の章』では、エンディングに少し登場する。ボスの天草四郎時貞を含めた『初代』のキャラクターが全員登場する中、本編に登場しないのは彼だけである。
容姿端麗なので、『天草降臨』までの勝利ポーズでは女性の追っかけが登場することがある。好きなものに「孤独な自分を感じること」とあるようにナルシスト的な一面を持っている。『初代』では同キャラクター対戦の時に「美しい…」と言っている。また、『初代』のみ気障な言動を取っていた。
また、好きなものは「孤独な自分を感じること」だが、嫌いなものに「真の孤独」とあるように、真の意味での孤独は嫌いなようである。
勝利台詞などで短歌を詠むことが多い（『初代』や一部の技の演出のみ、川柳を詠んでいる）。『SAMURAI SPIRITS(2019)』では秘奥義でも最後に短歌を読む。
『KOF完全読本』に収録された『美形会議』では、『サムライスピリッツ』の美形キャラクターとして登場。何かと血を吐いてはアンディ・ボガードとロバート・ガルシアの2人が八神庵を右京に謝るよう責め、右京も怒りつつ場の空気を読むよう諭すというのが定番のパターンとなっている。また、『Days of Memories 〜大江戸恋愛絵巻〜』で右京が登場した際にこの『美形会議』を基にしたらしき会話のやり取りがあった。

### 居合斬り使いの原典
格闘ゲーム界隈に初めて「居合斬り」を持ち込んだキャラクター。シリーズ当初は利き手が不明確で、刀と鞘を持つ手を即座に切り替える変移抜刀のようなモーションになっていた。
『真』では柄に添えられた手が瞬時に入れ替わる不自然なモーションが散見されたが、『斬紅郎無双剣』以降はモーションが大きく修正され、利き手も統一された。

### 神夢想一刀流について
右京および夢路の流派「神夢想一刀流（じんむそういっとうりゅう）」は、実在していた剣術である。有名な使い手は、幕末の会津藩士・黒河内伝五郎兼規。
ただし、実在の神夢想一刀流は居合の流派ではなく、伝五郎はこれとは別に「神夢想無楽流」という居合も修めて、その他にも様々な武術を修めていた。
実在する神夢想一刀流とゲーム中のそれとの関連性については開発側からの言及がないため不明。右京の師匠（＝夢路の父）は黒河内左近といい伝五郎の3代前に当たる人物と同名である。

### 武器
自作・無銘
その名の通り、右京自らが作り上げた居合刀（以下の武器設定は『侍魂』におけるもの）。
鎬造、庵棟、反浅く、中峰。全体的に痩身で剃刀のように鋭く磨り上げられており、必要なものだけを残しあとは全てを削ぎ落とした、まさに居合いのためだけに作られた刀。
| 刀銘         | 無銘               |
| 作           | 銘 右京            |
| 作日         | 1783年（天明三年） |
| 刀剣の分類   | 彎刀               |
| 日本刀の分類 | 打刀               |
| 刀身         | 三尺               |
| 造りこみ     | 鎬造               |

### ゲーム中でのキャラクター性能
居合い斬りを活かしたリーチの長さが特徴。
『初代』では大斬り系の使い勝手の悪さから全体的な攻撃力が低めだったが、一度相手を転倒させれば小足からの投げ・しゃがみ小斬り・「秘剣 つばめ返し」の択一攻撃などもあり、対戦ダイアグラムではシャルロット・不知火幻庵に次ぐ3位に位置していた。
『真』では通常技が大幅強化され、攻撃パターンを更に豊富にする「残像踏み込み斬り」の追加もあって対戦ダイアグラムのトップに躍り出た。
弱点は防御力の低さ、機動力の乏しさ、怒りゲージが溜まるのが遅いこと。防御力は病気という設定を反映してか、最も低い部類に入ることが多い。機動力は前進・後退の速度が遅い上にジャンプも滞空時間が非常に長く、相手の対空技で落とされやすい。怒ゲージは無口で感情の変化が少ない性格のためか、全キャラクターの中で溜まるのが最も遅い部類に設定されており、早いうちからの攻撃力増加を見込めない。ただし、一旦怒りが頂点に達すると長時間怒り状態が継続し、攻撃力の上昇率も高いという特徴がある。
以上の点から、シリーズ通して比較的テクニカルキャラの位置付けをされている。

## 技の解説

### 必殺技
秘剣 つばめ返し / 秘剣 ツバメ返し
空中での炎を纏った居合い抜き。技名は、『斬紅郎無双剣』以降「つばめ」がカタカナ表記に変更され「秘剣 ツバメ返し」となった。また、『アスラ斬魔伝』では「燕返し」という表記になっている。
『真』までは斬撃とともに燕型の飛び道具が飛んでいく。斬撃、飛び道具ともに相手を燃やす効果を持つ。
コマンドを工夫することにより、飛び上がると同時に攻撃が出る通称「昇りツバメ返し」が発動する。また、バックステップ中にも出せるため、対空技や牽制用飛び道具、見切りにくい中段技など様々な役割を持たせることができる。
『斬紅郎無双剣』以降は飛び道具が削除されて単純な斬撃技となり、技の隙も増えたためガードされたり避けられた時の危険性が増した。
『天下一剣客伝』で夢路もこの技を「秘剣 草蛍」として使う。ただし刀に攻撃判定はなく、燕型の飛び道具だけを飛ばす。
RPG版である『武士道烈伝』では、強化版として二体の敵を同時に攻撃する「秘剣 双殺ツバメ返し（そうさつつばめがえし）」が存在する。
秘剣 ささめゆき
リンゴを投げた後、抜刀・納刀を繰り返しつつ連続斬撃でリンゴと共に相手を切り刻む。技名は、『アスラ斬魔伝』では「秘剣 細雪」という表記になっている。
『初代』では単体としての威力は中が一番高く、強は威力が中よりも下がるものの相手をダウンさせることができた。
非剣 ささめゆき
リンゴを投げるだけのフェイント動作。技名は、『アスラ斬魔伝』では「非剣 細雪」という表記になっている。
『斬紅郎無双剣』では武器を持っていないと出せない。
秘剣 ささめゆき・閃
『斬紅郎無双剣』及び『天草降臨』における羅刹の技。「秘剣 ささめゆき」とは性能が異なり、斬撃を一度当てた相手をロックして斬り刻む。だが、「秘剣 ささめゆき」同様、空振り時の攻撃後の隙は非常に大きい。
夢路もこの技を使う。こちらの場合、リンゴではなく柿を投げてから攻撃する。
残像踏み込み斬り / 秘剣 朧刀（おぼろがたな）
残像が前進しつつ斬りつける技。残像は完全無敵であり、右京本体が攻撃を食らってもそのまま残像の攻撃が続く。
ガードされた場合も右京の方が若干早く行動できるため、下段の蹴り攻撃か中段判定であり前述の「昇りツバメ返し」かの二択を迫ることができる。
『斬紅郎無双剣』、『天草降臨』、『侍魂』では修羅のみ使用可能で「秘剣 朧刀」と名を改め、逆に『アスラ斬魔伝』では羅刹の専用技として単に「朧刀」となっているが、剣質が再び統合された『零』以降で元の技名に戻っている。
『武士道烈伝』では一撃目が「閃（せん）」、二撃目が「光（こう）」、三撃目が「霞（かすみ）」という名称である。空振りしないという特徴を持つ。
秘剣 天つ風（あまつかぜ）、秘剣 霜風（しもかぜ）
『斬紅郎無双剣』で追加された必殺技で、『天下一剣客伝』以外では修羅の技。技名は、『アスラ斬魔伝』では「秘剣」が省略され「天つ風」「霜風」という表記になっている。
刀に手をかけた構え（「天霜の構え」）から、飛び込み斬りの「天つ風」か、踏み込み下段斬りの「霜風」を決める。「天つ風」は立ちガードのみで、「霜風」はしゃがみガードのみで防げる。
最初の構えは溜めておくことが可能な他、溜めることで段階的に威力が上がっていく。ただし、一定の時間まで溜めると、威力が最低段階まで戻されるだけでなく、「天つ風」と「霜風」のいずれかが勝手に発動してしまう。
更に、「天つ風」は溜めることで威力だけでなく飛び上がる高度も上昇していくため、最大段階で出すと座高が一番高い花諷院骸羅にも空振りしてしまい、しゃがみガード不能の意味がなくなってしまうという弊害が生じる。
『天下一剣客伝』では、相手の攻撃を受ける事で反撃するカウンター技に変更されている。
『武士道烈伝』では「霜風」のみ採用されており、命中した敵単体を一定確率で即死させる技となっている（ただし即死攻撃となる確率は低く設定されている）。
秘剣 夢霞（ゆめがすみ）
『斬紅郎無双剣』における羅刹の技。鞘を構え、相手の武器を使った攻撃を受けると弾いてその隙に一閃するカウンター技。
判定が出るまでが遅く、足元への攻撃を取ることができないが、決まった際の威力は非常に高く、『斬紅郎無双剣』では各種補正を除いた純粋な攻撃力が「夢想残光霞」を超えている。
『武士道烈伝』でのこの技は「妖花慟哭之章」の修行場でのみ習得可能な秘奥義の扱いで、技名は「秘剣 滅刹夢霞（めっさつゆめがすみ）」。
秘剣 陽炎（かげろう）
羅刹の技。居合い斬りとともに三日月形の飛び道具を飛ばす。発生が遅い代わりに（作品によっては）発射後の隙が少なく、遠距離立ち中斬りや「夢想残光霞」で追撃可能。
夢路もこの技を使う。
RPG版である『武士道烈伝』では、強化版として二体の敵に攻撃する強化二段階目の「秘剣 薄刃陽炎（うすばかげろう）」、敵全体に攻撃する強化三段階目の「秘剣 乱刃陽炎（らんじんかげろう）」が存在する。
雲雀（ひばり）
羅刹の技。刀の柄で鳩尾の辺りを突き、相手をよろけさせる技。ヒットさせれば強斬りなどで追撃が可能だが、攻撃判定の消滅が早めであるため近距離でガードされると隙が大きい。
『零』以降は踏み込み弱斬りのモーションになっている。
夢想真波（むそうしんぱ）
『侍魂』における羅刹の技。「陽炎」に似た飛び道具を、地を這うような低い軌道で飛ばす。
巻雲（まきぐも）
『侍魂』における羅刹の技。カウンター技で、「甲ノ型（こうのかた）」「乙ノ型（おつのかた）」「丙ノ型（へいのかた）」の3種類が存在する。
「甲ノ型」はジャンプ攻撃を含めた上段攻撃、「乙ノ型」は中段攻撃、「丙ノ型」は下段攻撃に対応している。
ただし、「乙ノ型」は発売当時のコマンドリストには掲載されておらず（いわゆる「隠し技」）、当時の攻略本でも触れられていない。
朝凪（あさなぎ） / 夕凪（ゆうなぎ）
『アスラ斬魔伝』における羅刹の技。カウンター技。
「朝凪」は上段・中段攻撃、「夕凪」は下段攻撃に対応している。
雪崩（なだれ）
『アスラ斬魔伝』における羅刹の技。コマンド投げ。
相手の胸元を掴んでから放り投げて宙に浮かせ、居合い斬りで吹き飛ばす。
夢想 霞（むそう かすみ）
『アスラ斬魔伝』における羅刹の技。瞬時に超長射程の居合い斬りを繰り出す。
コマンド入力時のボタンで斬る方向が変わり、A（弱攻撃）が上方、B（強攻撃）が真横、C（特殊攻撃）が下方となっている。攻撃後の硬直が長めで、外した際の隙が大きい。
秘剣 神送り（かみおくり）
『天下一剣客伝』での新技で、上記の「夢想 霞」に似た居合い斬りを繰り出す。
ボタンによって斬撃の軌道が異なる点は「夢想 霞」とほぼ同様で、斬撃後に納刀の動作が挟まれるため隙が大きく、その点も似ている。ただし、「夢想 霞」とは異なり間近の相手には当たらないようになっている。

### 武器飛ばし技、絶命奥義、秘奥義
ツバメ六連
『真』では武器破壊必殺技。技名は、『アスラ斬魔伝』では「燕六連」という表記になっている。
リンゴを投げたあとに前方へ大きく飛び掛かり、食らった相手に「ツバメ返し」を連続で6発喰らわせて爆発を起こす（簡単に言えば「ツバメ返し」を強化したもの）。
『真』では、この技を入力する際に特定のボタンを押しておくと最初に投げるリンゴが巨大化するが、グラフィックが変わるのみで技の性能に変化はない。
『侍魂 〜サムライスピリッツ〜』では「ツバメ返し」の回数が更に増加した秘奥義「飛燕十刃（ひえんとおじん）」がある。
夢想残光霞（むそうざんこうか）
武器飛ばし技。前方へ素早く突進して、すれ違いつつ瞬間で無数の斬撃を決めて反対側に移動し、納刀すると相手が時間差で次々と鮮血を吹き出して垂直に吹き飛んでダウンする。
ガードされると後方に跳ね返って長時間硬直するが、空振り時の隙は少ない。
『斬紅郎無双剣』と『天草降臨』では「羅刹」を選択すると使える。『サムライスピリッツ零SPECIAL』では絶命奥義で、決めると一句詠むおまけつき。
『武士道烈伝』では強化二段階目の超奥義であり、一段階目が「夢想残影香（むそうざんえいか）」、三段階目（最終段階）が「夢想闇沈香（むそうやじんこう）」という名前になっている。
夢路もほぼ同様の武器飛ばし技を使うが、技名が異なる。
秘剣 神荒れ（かみあれ）
『天下一剣客伝』での秘奥義で、リンゴを投げたあとに若干前進しつつ「秘剣 神送り」を連発する。こちらは間近の相手にも当てることができる。
八重霞（やえがすみ）
『SAMURAI SPIRITS (2019)』での秘奥義。
前方に突進しながらの斬撃で相手を宙に浮かせて更に一閃し、浮いたままの相手に背を向けながら刀を鞘に納め、一句詠む。相手は、右京が句を詠み終わると同時に時間差で無数の斬撃を受け、吹き飛ぶ。

## キャスト
- や乃えいじ（初代 - 『零SPECIAL』、『サムライスピリッツ閃』）
- 石井一貴（『天下一剣客伝』）
- 櫻井慎二朗（『SAMURAI SPIRITS (2019)』、アプリ『KOF ALLSTAR』 ）
- 速水奨（CDドラマ『電撃CD文庫 サムライスピリッツ』）
- 小板橋篤記（美形会議）

## 関連人物
- 小田桐圭 - 想い人
- 黒河内夢路 - 師匠の実子、および同門
- 覇王丸 - 『零』以降面識を持つ事になる人物、友人、好敵手